# Metazygia bahama
Espèce
Metazygia bahama est une espèce d'araignées aranéomorphes de la famille des Araneidae.

## Distribution
Cette espèce est endémique des Bahamas. Elle se rencontre sur les îles Bimini et Andros.

## Description
Les mâles mesurent de 4,8 à 5,7 mm et les femelles de 6,7 à 10,7 mm.

## Étymologie
Son nom d'espèce lui a été donné en référence au lieu de sa découverte, les Bahamas.

## Publication originale
- Levi, 1995 : The Neotropical orb-weaver genus Metazygia (Araneae: Araneidae). Bulletin of the Museum of Comparative Zoology, vol. 154, no 2, p. 63-151 (texte intégral).